# Централни национални комитет (Пољска)
Централни национални комитет (пољски: Komitet Centralny Narodowy (KCN)) је био устанички одбор у Пољској формиран од стране Варшавског градског комитета 1862. године, непосредно пред избијање Јануарског устанка.

## Увод
Реформе цара Александра II спроведене 1860-их година нису задовољиле напредну јавност Русије. Поготово је непопуларно било решење аграрног питања. Сељаштво се сматрало превареним. Манифестације на прелазу деценија нису престале ни након доношења Манифеста 1861. године. Интервенише и војска. Реакције власти су сурове. Долази до ширења завереничких идеологија. Оне се окупљају око часописа „Савременик“ кога уређује духовни вођа револуционарне демократије, Чернишевски. „Савременик“ се директно обраћа народу и позива га на револуцију. Чернишевски је оптужен за пожаре у Петрограду 1862. године и депортован је у Сибир. У таквим условима настаје најпознатија тајна револуционарна организација у Русији овог периода, Земља и слобода, са седиштем у Петрограду.
До устанка 1863. године није дошло у Русији, већ у Пољској, а он се проширио и на Литванију и Белорусију. Последњи устанак у Пољској, Новембарски устанак, угушио је Иван Паскјевич 1831. године. Пољска је након 1849. године подељена између Русије, Аустрије и Пруске. Док су у пруским и аустријским деловима Пољаци ослобођени кметске зависност, у Пољском краљевству (под влашћу Русије) настављено је обеземљавање ситних поседника. Развој индустрије, саобраћаја и трговине касни у руским деловима Пољске. Шљахта је након 1830. године лишена својих важнијих привилегија. Крајем 1850-их година у Пољској попуштају царске стеге. То доприноси оживљавању националног покрета. У Варшави су 1860. године одржане јавне манифестације. Цар је одбио захтеве пољских патриота; на манифестацијама је дошло до пуцњаве у којој је било и мртвих. Национални покрет се дели на „беле“ (умереније) и „црвене (радикалне). Црвени су се определили за устанак.

## Историја
Почетком деценије, Пољска је захваћена општим врењем и незадовољством. Цар Александар је због тога октобра 1861. године прогласио увођење војне управе у Пољској. То је црвенима био знак за почетак устанка. Варшавски градски комитет црвених се 1862. године прогласио за Централни национални комитет (ЦНК) у коме шљахта игра водећу улогу. ЦНК је успоставио контакте са илегалним демократским организацијама у руској армији и са органзизацијом „Земља и слобода“. Бели одржавају везе са Адамом Чарторијским, вођом пољске емиграције у Паризу, који предлаже да са устанком не треба журити. Цар је за намесника у Пољској изабрао свог брата, либералног кнеза Константина, који је ступио у преговоре са белима. Услов белих било је враћање устава из 1815. године. Константин се после тога устремио на црвене. Повод за избијање рата је одлука о мобилизацији пољских младића у руску војску. ЦНК је 22. јануара 1823. године објавио почетак устанка.
Устанку се није масовно одазвало сељаштво, незадовољно програмом ЦНК (који предвиђа откуп сељака, сличан оном у Русији из 1861. године). Сељаци нису пасивни, већ пружају отпор одвојено од црвених. Сељачки покрет постао је масовнији од покрета ЦНК. Бели су покушали да преузму вођство над устанком и да га усмере само ка националној борби. Широм Пољске води се почетком 1863. године крвави партизански рат. Устаничка влада је 1863. године поверила диктаторска овлашћења грофу Траугуту. Траугут је обећао да ће прихватити сељачке захтеве у погледу земљишног власништва, али се због тога од устанка сада дистанцира велепоседничка аристократија. Александар је у таквој прилици објавио марта 1864. године указ којим се сељаци претварају у сопственике земље у замену за плаћање земљишног пореза (земљарине). Сељаштво је тиме задовољено. Устанак се гаси. Траугут је ухапшен и стрељан 1864. године. Последњи устанички одреди разбијени су крајем године.